# ارتش سرخ چین
ارتش سرخ کارگران و کشاورزان چین (به چینی: 中国工农红军) یا ارتش انقلابی کارگران و کشاورزان چین که معمولاً با عناوین ارتش سرخ چین یا ارتش سرخ شناخته می‌شد، نیروهای مسلح حزب کمونیست چین بود.